# Condado de Bigorra
El Condado de Bigorra fue un antiguo condado carolingio del reino de Francia, situado en el ducado de Gascuña. Fundado en el siglo IX, pasó a formar parte de la Corona de Francia en 1607, quedando definitivamente unido al reino.

## Extensión Geográfica
El condado de Bigorra, ubicado en la región histórica de Gascuña en el suroeste de Francia, estaba delimitado geográficamente por varios territorios vecinos durante la Edad Media. Al norte, limitaba con el Condado de Armañac y el Condado de Astarac; al oeste, colindaba con el Bearne; al sur, la cordillera de los Pirineos marcaba su frontera natural con la península ibérica; y al este, el territorio estaba adyacente al Comminges. En la actualidad, la extensión de lo que fue el condado de Bigorra corresponde en su mayoría al departamento de los Altos Pirineos en la región de Occitania.
La capital histórica del condado era Tarbes, una ciudad que más tarde fue sede de una senescalía, un cargo administrativo bajo la Corona de Francia. Tarbes sigue siendo actualmente la capital de los Altos Pirineos. Además de Tarbes, otras ciudades de importancia histórica en el condado incluían Lourdes, conocida hoy en día como un destacado centro de peregrinación; Campan, un centro rural en el valle de Campan; Vic-en-Bigorre, famosa por su patrimonio medieval; Cauterets, una localidad termal y de turismo de montaña; Bagnères-de-Bigorre, también conocida por sus baños termales; Barèges, ubicada en el alto valle de Bastan y frecuentada para deportes de invierno; y Saint-Sever-de-Rustan, donde aún se conservan restos de una histórica abadía benedictina.
El paisaje variado de Bigorra incluía valles fértiles, como el valle de Aure y el valle de Lavedan, así como importantes rutas comerciales y defensivas que cruzaban los Pirineos y conectaban Gascuña con la península ibérica. Esta situación geográfica estratégica hizo de Bigorra un punto de confluencia cultural y comercial entre Francia y el norte de la península ibérica.
Hoy en día, el territorio del antiguo condado de Bigorra está integrado en la moderna estructura departamental de Francia, con su capital en Tarbes y con ciudades como Lourdes y Bagnères-de-Bigorre que siguen siendo relevantes tanto histórica como culturalmente. Además, la región sigue atrayendo visitantes por sus actividades de montaña, su oferta termal y su destacado patrimonio arquitectónico.

## Historia

### Época Antigua y Fundación del Condado
Antes de la llegada de los romanos, el territorio que posteriormente se conocería como el Condado de Bigorra estaba habitado por la tribu aquitana de los bigerriones, una población de origen protohistórico que dio nombre a esta región de Gascuña. Los bigerriones, como otros pueblos aquitanos, tenían una cultura y lengua diferenciadas, con vínculos culturales y lingüísticos hacia la península ibérica. Con la romanización de la región en el siglo I a. C., Bigorra se integró en la Galia Aquitania, aunque conservó ciertos aspectos culturales locales.
Durante el periodo de la Dinastía merovingia, tras la caída del Imperio romano de Occidente, el territorio de Bigorra fue incorporado al ducado de Vasconia, una entidad política formada en el suroeste de la actual Francia. El ducado abarcaba múltiples condados y territorios vasco-aquitanos, consolidándose como una región autónoma bajo la influencia de los merovingios, aunque mantenía vínculos históricos y culturales con la población vascona del norte de la península ibérica.
Una de las fuentes más discutidas sobre los inicios del condado es la llamada Carta de Allaon, un documento medieval que atribuye la creación del condado de Bigorra al duque Lope Centule de Vasconia, quien supuestamente otorgó el condado a su hijo Donato Lope a principios del siglo IX. No obstante, estudios modernos consideran esta carta una falsificación del siglo XVII. A pesar de esto, la existencia de Donato Lope está documentada, aunque se cree que no asumió el control efectivo de Bigorra hasta finales del siglo IX.
Estudios recientes, basados en análisis genealógicos y contextuales, sugieren que Donato Lope podría haber sido bisnieto de Lope Centule, lo que explicaría una cronología más coherente en la sucesión y administración del condado. Según estos estudios, la formación del condado de Bigorra fue un proceso de consolidación territorial que respondió tanto a la estructura política vascona como a la necesidad de consolidar el poder en la región pirenaica.

### Transmisión y Disputas por la Sucesión del Condado
Tras la muerte de Raimundo Dato (fallecido ca. 947), el Condado de Bigorra comenzó a ser transferido entre diversas casas nobiliarias debido a su posición estratégica y a las alianzas matrimoniales que se establecieron. Primero, el condado pasó a la Casa de Foix alrededor del año 1032; más adelante, hacia 1080, fue incorporado a la Casa de Bearne. En 1129, el condado fue reclamado por la Casa de Marsán, seguido de la Casa de Cominges en 1180, y finalmente pasó a la Casa de Montfort en 1216. 
A lo largo de los siglos XII y XIII, el condado fue objeto de frecuentes conflictos y disputas de sucesión entre las principales casas feudales de la región. En 1194, el rey de Aragón intercedió en uno de estos conflictos para obligar al Conde de Comminges a renunciar a sus reclamaciones sobre Bigorra. Este hecho resultó en la transferencia temporal del condado al vizconde de Bearne, fortaleciendo la influencia aragonesa en el suroeste francés. Poco después, en un intento de asegurar sus intereses, Simón IV de Montfort anuló el matrimonio de Nuño Sánchez con la condesa Petronila, casándola con su propio hijo, Guy de Montfort, lo que consolidó la influencia de la Casa de Montfort en la región.
Durante el gobierno de Eschivat de Chabanais, el conde Simon V de Montfort reclamó el condado de Bigorra, lo que dio lugar a una nueva serie de disputas. Tras su fallecimiento, su heredero vendió los derechos de sucesión del condado al rey de Navarra, Enrique I de Navarra. Sin embargo, el vizconde de Bearne, Gastón VII de Bearne, reclamó el condado en nombre de su hija, Constanza de Montcada, lo que desencadenó un conflicto de intereses que se resolvió tras una serie de procesos judiciales. Finalmente, en 1302, el condado fue anexado formalmente por el rey de Francia, integrando así Bigorra dentro de la administración real francesa.
La sucesión conflictiva del condado de Bigorra y su eventual anexión reflejan las complejas relaciones políticas y dinásticas del suroeste de Francia durante el periodo medieval, donde las alianzas y las disputas territoriales eran mecanismos clave para la consolidación del poder feudal y real en la región pirenaica.

### El Condado durante la Guerra de los Cien Años y la Incorporación a la Corona
En el contexto de la Guerra de los Cien Años, el Condado de Bigorra se convirtió en un territorio disputado entre las coronas de Francia e Inglaterra. Tras el Tratado de Brétigny firmado en 1360, la Corona de Francia cedió temporalmente el control del condado a los ingleses, como parte de una estrategia diplomática para obtener una tregua en el conflicto. Sin embargo, en 1370, las fuerzas leales al rey francés, dirigidas por líderes locales y nobles aliados, lograron reconquistar Bigorra, reincorporándolo a los territorios franceses.
A medida que se consolidaba la autoridad de la monarquía francesa, en 1425 el rey Carlos VII de Francia transfirió la administración del condado a Juan I de Foix-Grailly, conde de Foix y vizconde de Bearne. Juan I, miembro de una poderosa casa nobiliaria del sur de Francia, asumió formalmente el título de conde de Bigorra, reforzando su posición en la región.
La Casa de Foix-Grailly se extinguió en 1483, lo que provocó que el condado de Bigorra pasara a la Casa de Albret, otra familia de relevancia en la región. En 1563, el condado pasó a estar bajo la influencia de la Casa de Borbón, a través de alianzas y derechos de herencia. La situación política de Bigorra cambió significativamente cuando Enrique IV de Francia, rey de Navarra y duque de Borbón, fue coronado como rey de Francia en 1589. Este hecho consolidó la unificación de los territorios de su familia bajo la soberanía de la Corona francesa, estableciendo el control directo sobre Bigorra.
En 1607, Enrique IV oficializó la incorporación del condado de Bigorra a los dominios de la Corona de Francia, eliminando su estatus de entidad feudal independiente. Este acto marcó el fin de Bigorra como un condado autónomo y consolidó su integración en el sistema administrativo francés, alineado con las reformas centralizadoras que caracterizaron la monarquía borbónica.